# Knebworth House
Knebworth House est une maison de campagne anglaise située dans la paroisse de Knebworth, dans le Hertfordshire, en Angleterre. Il s'agit d'un bâtiment classé Grade II*. Ses jardins sont également classés Grade II* sur le registre des parcs et jardins historiques. Dans son parc environnant se trouvent l'église médiévale Sainte-Marie et le mausolée de la famille Lytton.
Le terrain abrite le Festival de Knebworth, un festival rock et pop récurrent en plein air organisé depuis 1974. Entre 2009 et 2014, les jardins de la Knebworth House ont accueilli Sonisphere, un festival de hard rock européen.

## Histoire et description
La Knebworth House est la demeure de la famille Lytton depuis 1490. Cette année-là, Thomas Bourchier vend le manoir à Sir Robert Lytton, qui n'est encore qu'un manoir gothique tardif en briques rouges, construit autour d'une cour centrale. En 1813-1816, seule l'aile ouest est conservée, remodelée dans un style néogothique par John Rebecca (en) pour Mme Bulwer-Lytton  puis transformée en 1843-1845 par Henry Edward Kendall Jr. dans sa forme actuelle.
Le résident le plus célèbre de la maison est Edward Bulwer-Lytton (1803-1873), l'auteur victorien, dramaturge et homme d'État britannique, qui demanda à créer des jardins à l'italienne. L'arrière-petit-fils du 1er baron, Neville Bulwer-Lytton (1879-1951), épouse Judith Blunt, une éleveuse de chevaux bien connue qui hérite du Crabbet Arabian Stud en 1917 et y consacre sa vie. En 1913-1914, la maison est louée pour 3 000 £ par an par le grand-duc Michel Alexandrovitch de Russie et son épouse morganatique Natalia Cheremetievskaïa.
Une grande partie de l'intérieur de la Knebworth House est repensée par l'architecte Edwin Lutyens, qui épouse Lady Emily Bulwer-Lytton (1874-1964). Il simplifie également le parterre principal. Lady Emily est la fille du 1er comte de Lytton, qui est vice-gouverneur général des Indes entre 1876 et 1880. Un jardin d'herbes aromatiques, avec un dessin en quinconce entrelacé, est dessiné par Gertrude Jekyll en 1907. Il ne vit le jour qu'en 1982.

## La maison aujourd'hui

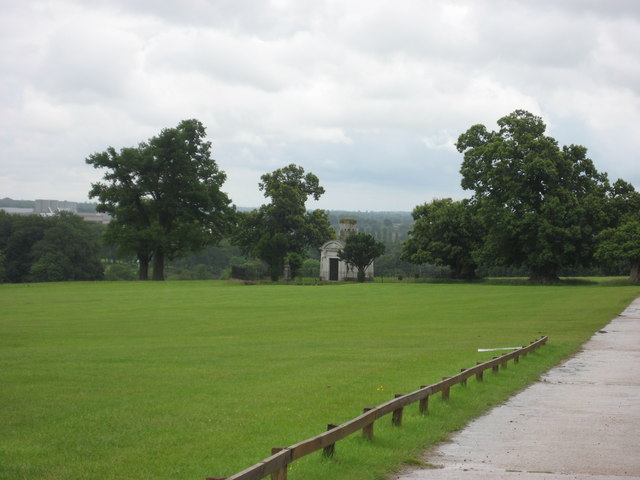
Mausolée de Lytton en juin 2007

Depuis 2019, Henry Lytton-Cobbold et sa famille résident dans la maison. Henry est connu pour avoir fait carrière dans l'industrie cinématographique, et a vécu pendant quelques années à Los Angeles. La maison et les jardins sont fréquemment utilisés pour des tournages.
Ces derniers sont également ouverts au public. Les terrains disposent d'attractions touristiques (aire de jeux, parc de dinosaures) et accueillent divers événements, comme des rallyes de voitures ou le festival de Knebworth.
La station de radio locale BOB FM émet depuis l'ancienne station de pompage qui fournissait l'eau pour la maison.

## Lieu de tournage
De nombreux films et épisodes de séries télévisées ont été tournés à la Knebworth House :

### Films
- Anastasia (1956) - Le palais de l'impératrice
- Decline and Fall... of a Birdwatcher (1968)
- Carry On Henry (en) - Plans extérieurs (1971)
- La Griffe de Frankenstein (1973)
- Keep It Up Downstairs (en) (1976) - Filmé entièrement sur place, le manoir est renommé "Cockshute Towers"
- Le Grand Sommeil (1978) - Manoir de campagne du général Sternwood
- Sir Henry at Rawlinson End (1980) - Scènes intérieures et extérieures
- La Grande Aventure des Muppets (1981) - Extérieur de la galerie Mallory
- La Partie de chasse (1985) - Entièrement tourné sur place
- Nuit de noce chez les fantômes (1986) - Extérieur de la maison
- Le Repaire du ver blanc (1988) - Extérieur du manoir du Lord James D'Ampton
- Batman (1989) - Extérieur et quelques scènes intérieures du manoir de Bruce Wayne
- The Canterville Ghost (en) (1996)
- Jane Eyre (1996) - Salle Thornfield
- Sacred Flesh (1999) - Scènes extérieures du couvent
- Harry Potter à l'école des sorciers (2001) - La maison est utilisée dans plusieurs passages de la bande annonce pour le film et accueille le lancement international du film, bien qu'aucune partie de la maison n'ait été utilisée pour le tournage du film lui-même[6],[7]
- Cody Banks, agent secret 2 : Destination Londres (2004) - Quelques scènes dans et autour du terrain
- St Trinian's 2 (2009) - L'école pour filles de St. Trinian
- Le Discours d'un roi (2010) - Lieu de la Balmoral Party et d'autres scènes
- The Scapegoat (en) (2012) - Scènes intérieures et extérieures

### Séries
- Destination Danger - Saison 1, épisode 9 "Le sanctuaire" (1960)
- Les Champions - Saison 1, épisode 23 "Sorcellerie" (1967)
- Mon ami le fantôme - Saison 1, épisode 17 "Quelqu'un vient de marcher sur ma tombe" (1969)
- Chapeau melon et bottes de cuir - Saison 6, épisode 2 "L'invasion des Terriens" (1973)
- Amicalement vôtre - générique d'ouverture (1970-1971)
- L'Aventurier - Saison 1, épisode 15 "Silence, on tourne !" (1972)
- Porterhouse Blue (en) (1987) - Plusieurs scènes au long de la série, la maison est renommée "Coft Castle"
- A Bit of Fry and Laurie (1995) - Saison 4, épisode 6 "The Duke of Northampton"
- Foyle's War (2004) - Saison 3 (en), épisode 2 ("Enemy Fire"), renommé "Digby Manor"
- Miss Marple (2004) - Scènes intérieures et extérieures, notamment dans la saison 1, épisode 3, "Le Train de 16h50", la Knebworth House représente le Rutherford Hall
- Jonathan Creek (2008) - L'emplacement de Metropolis (épisode spécial Noël)
- The Hour (2011) - La résidence du Lord Elms
- Inspecteur Barnaby (2012) - Saison 15, épisode 1 "Le Chevalier sans tête", scènes extérieures
- The Nevers (2021) - Saison 1, épisodes 3 et 4, scènes extérieures
- You (2023) - Saison 4, épisode 4.

### Autres
- Woman Like Me (2018) - Clip de Little Mix
- Eurovision Song Contest: The Story of Fire Saga (2020) - Plans extérieurs de la maison d'Alexander Lemtov
- Meerkat Music Presents: Little Mix Uncancelled (2020) - Concert virtuel de Little Mix

## Festival de musique
Les jardins de la Knebworth House accueillent régulièrement des évènements musicaux, dont des festivals de musique.

### Festival de Knebworth

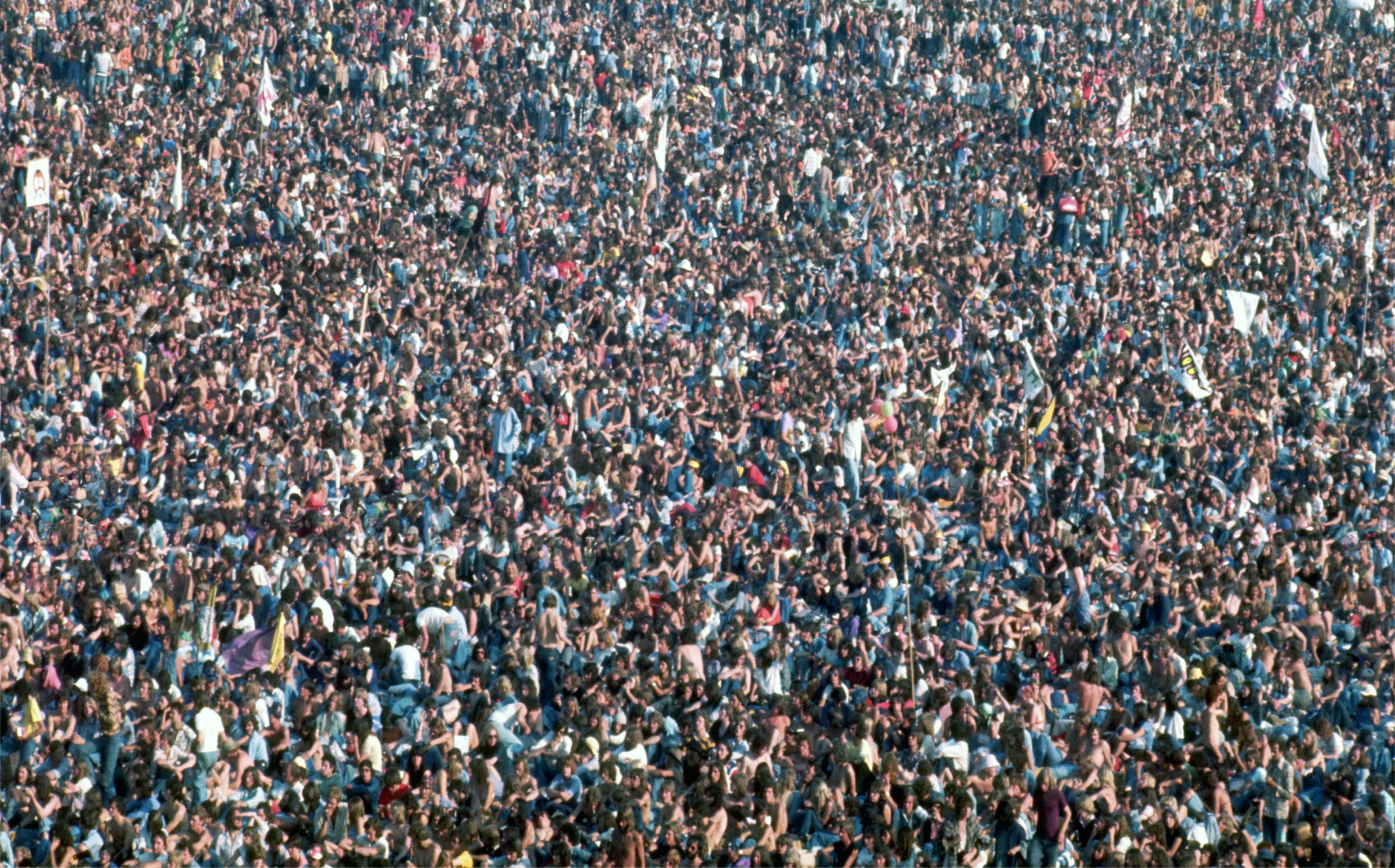
La foule lors du concert des Rolling Stones au Festival de Knebworth, 1976

Le Festival de Knebworth est un festival de musique récurrent, créé en 1974 et dont la dernière édition a eu lieu en 2022.

### Sonisphere Festival
Le Sonisphere Festival s'est tenu pendant 5 éditions à la Knebworth House (2009-2014).